# Diócesis de Tudela
La diócesis de Tudela es una diócesis histórica de la Iglesia católica en España que tiene su sede en la Catedral de Santa María de Tudela (Navarra) construida en los siglos XII y XIII.

## Historia
La bula Ad universam agri, del papa Pio VI, afirma: “tiene un territorio separado y distinto, que consta del dicho Pueblo nombrado la Ciudad de Tudela, y de otros siete Lugares que le están sujetos, es a saber, el de Ablitas, el de Murchante, el de Fontellas, el de Ribaforada, el de Urzante, el de Pedriz y finalmente el de Murillo de las Limas”
La diócesis de Tudela fue erigida en 1783 por el papa Pío VI, como dependiente de la archidiócesis de Burgos. En 1851 fue unida a la archidiócesis de Pamplona.
La diócesis de Tudela unida aeque principaliter a la archidiócesis de Pamplona, desde el 11 de agosto de 1984 por medio de la bula Supremam exercentes, del papa Juan Pablo II.

## Episcopologio
Para los administradores apostólicos entre 1858 y 1955, véase obispos de Tarazona y Obispos de Pamplona para los obispos desde 1955.